# AMN1
AMN1 (англ. Antagonist of mitotic exit network 1 homolog) – білок, який кодується однойменним геном, розташованим у людей на 12-й хромосомі. Довжина поліпептидного ланцюга білка становить 258 амінокислот, а молекулярна маса — 28 408.
| 10         |  | 20         |  | 30         |  | 40         |  | 50         |
| ---------- |  | ---------- |  | ---------- |  | ---------- |  | ---------- |
| MPRPRRVSQL |  | LDLCLWCFMK |  | NISRYLTDIK |  | PLPPNIKDRL |  | IKIMSMQGQI |
| TDSNISEILH |  | PEVQTLDLRS |  | CDISDAALLH |  | LSNCRKLKKL |  | NLNASKGNRV |
| SVTSEGIKAV |  | ASSCSYLHEA |  | SLKRCCNLTD |  | EGVVALALNC |  | QLLKIIDLGG |
| CLSITDVSLH |  | ALGKNCPFLQ |  | CVDFSATQVS |  | DSGVIALVSG |  | PCAKKLEEIH |
| MGHCVNLTDG |  | AVEAVLTYCP |  | QIRILLFHGC |  | PLITDHSREV |  | LEQLVGPNKL |
| KQVTWTVY   |  |            |  |            |  |            |  |            |

A: Аланін

C: Цистеїн

D: Аспарагінова кислота

E: Глутамінова кислота

F: Фенілаланін

G: Гліцин

H: Гістидин

I: Ізолейцин

K: Лізин

L: Лейцин

M: Метіонін

N: Аспарагін

P: Пролін

Q: Глутамін

R: Аргінін

S: Серин

T: Треонін

V: Валін

W: Триптофан

У дріжджів цей білок регулює розділення клітин після мітозу.